# チョウ・キット駅
チャウ・キット駅(Chow Kit)は、クアラルンプールにあるKLモノレールの駅。
　

## 周辺
駅はチャウ・キット地区の中心に位置する。
マレー人が多く住み、古くからの市場あり、休日は賑わっている。
駅付近で、パハン通り (Pahang Road)、イポー通り (Ipoh Road)、トゥアンク・アブドゥル・ラーマン通り(Tuanku Abdul Rahman Road)が交わっている。
パハン通り沿いには国立病院がある。

### ホテル
- グランド・シーズンズ
- シティテル・エクスプレス